# Ten Broeck
Ten Broeck – miasto w Stanach Zjednoczonych, w stanie Kentucky, w hrabstwie Jefferson.